# Віковий дуб черешчатий (Мелітопольський район)
Віковий дуб черешчатий — ботанічна пам'ятка природи місцевого значення. Об'єкт розташований на території Мелітопольського району Запорізької області, село Травневе.
Площа — 0,05 га, статус отриманий у 1987 році.